# القوات الجوية الأمريكية
القوات الجوية الأمريكية (بالإنجليزية: United States Air Force) (تعرف اختصارا USAF)، هي الفرع الجوي التابع لوزارة الدفاع الأمريكية. تُعد واحدة من ستة فروع للقوات المسلحة الأمريكية وواحدة من الخدمات الموحدة الثمانية في الولايات المتحدة [الإنجليزية]. تعود أصولها إلى 1 أغسطس 1907، عندما كانت جزءًا من فيلق الإشارة التابع للجيش الأمريكي [الإنجليزية]، تأسست القوات الجوية الأمريكية من خلال نقل الأفراد من قوات الجيش الجوية مع سن قانون الأمن القومي لعام 1947 [الإنجليزية]. تُعتبر القوات الجوية الأمريكية ثاني أصغر فرع في القوات المسلحة الأمريكية ورابعها من حيث الأسبقية. تحدد القوات الجوية الأمريكية مهامها الأساسية في تحقيق التفوق الجوي، والاستخبارات العالمية المتكاملة والمراقبة والاستطلاع، والتنقل العالمي السريع، والضربات العالمية، والقيادة والسيطرة.
تعمل وزارة القوات الجوية، التي تُعد مقر القوات الجوية الأمريكية والجهة التنفيذية لها، كواحدة من ثلاثة وزارات عسكرية تابعة لوزارة الدفاع. يرأس وزارة القوات الجوية وزير مدني يُدعى وزير القوات الجوية، ويُبلغ وزير الدفاع، ويتم تعيينه من قبل الرئيس بموافقة مجلس الشيوخ. أعلى ضابط عسكري في القوات الجوية هو رئيس أركان القوات الجوية، الذي يشرف على وحدات القوات الجوية ويشغل منصبًا ضمن هيئة الأركان المشتركة. بناءً على توجيهات وزير الدفاع ووزير القوات الجوية، تُخصص بعض مكونات القوات الجوية لأوامر القادة الموحدة. ويتمتع قادة العمليات بسلطة تشغيلية على القوات المخصصة لهم، بينما يحتفظ وزير القوات الجوية ورئيس الأركان بالسلطة الإدارية على أعضائهما.
توفر القوات الجوية الأمريكية (بالإضافة إلى تنفيذ العمليات الجوية المستقلة) الدعم الجوي للقوات البرية والبحرية وتساعد في استعادة القوات في الميدان. حتى عام 2020، كانت القوات الجوية تشغل نحو 5500 طائرة عسكرية وحوالي 400 صاروخ باليستي عابر للقارات. تُعد القوات الجوية الأمريكية الأكبر في العالم، حيث بلغ ميزانيتها 179.7 مليار دولار، وهي ثاني أكبر فرع في وزارة الدفاع الأمريكية من حيث الحجم، إذ تضم 321,848 من الطيارين العاملين، و147,879 من العاملين المدنيين، و68,927 من الطيارين الاحتياطيين، و105,104 من قوات الحرس الوطني الجوي، وحوالي 65,000 من عناصر الاحتياط المدني.

## الرسالة والرؤية والمهام
وفقًا لقانون الأمن القومي لعام 1947 (المادة 61 صفحة 502)، الذي أنشأ القوات الجوية الأمريكية:
| القوات الجوية الأمريكية | بشكل عام، تشمل القوات الجوية الأمريكية جميع قوات الطيران سواء القتالية أو الخدمية التي لم تُخصص لجهات أخرى. ويجب أن تُنظم القوات الجوية وتُدرب وتُجهز أساسًا للقيام بعمليات جوية هجومية ودفاعية سريعة ومستدامة. تكون القوات الجوية مسؤولة عن تجهيز القوات الجوية اللازمة لمتابعة الحرب بفعالية، ما لم يُكلف بمسؤوليات أخرى، وبما يتوافق مع خطط التعبئة المشتركة المتكاملة، كما تتحمل مسؤولية توسيع مكونات القوات الجوية السلمية لتلبية احتياجات الحرب. | القوات الجوية الأمريكية |

تنص المادة 9062 من الباب العاشر من القانون الأمريكي على أن الغرض من القوات الجوية الأمريكية هو:
- حفظ السلام والأمن وتأمين حماية الولايات المتحدة وأقاليمها وممتلكاتها، بما في ذلك المناطق التي تحت الاحتلال الأمريكي؛
- دعم السياسة الوطنية
- تنفيذ الأهداف الوطنية؛
- التصدي لأي تهديدات عدائية من دول تعادي الولايات المتحدة وتهدد أمنها وسلامتها.

### المهام الأساسية
لم تتغير المهام الأساسية للقوات الجوية بشكل جذري منذ استقلالها في عام 1947، لكنها شهدت تطورًا مستمرًا لتشمل اليوم خمس مهام رئيسية، وهي: تحقيق التفوق الجوي، تنفيذ الاستخبارات والمراقبة والاستطلاع المتكاملة على مستوى العالم، توفير التنقل السريع على نطاق عالمي، القيام بالضربات العالمية، بالإضافة إلى مهام القيادة والسيطرة. وتهدف هذه المهام إلى تحقيق ما تسميه القوات الجوية بـ«اليقظة العالمية»، و«الانتشار العالمي»، و«القوة العالمية».

### التفوق الجوي
يقصد بالتفوق الجوي السيطرة الكاملة في معركة الجو من قِبل قوة ما تسمح لها بتنفيذ عملياتها وأعمال قواتها البرية والبحرية والجوية وقوات العمليات الخاصة في زمان ومكان محددين دون تدخل كبير من العدو.
أما الهجوم المضاد الجوي (OCA) فهو العمليات الهجومية التي تهدف إلى تدمير أو تعطيل أو تحييد طائرات وصواريخ ومنصات إطلاق وأنظمة الدعم التابعة للعدو، سواء قبل أو بعد إطلاقها، وذلك بالقرب من مصدرها. هذا النوع من الهجوم يعتبر الأفضل لمواجهة التهديدات الجوية والصاروخية لأنه يهاجم العدو عند مصدر تهديده ويملك زمام المبادرة غالبًا. يشمل الهجوم المضاد مهام الهجوم، التمشيط، المرافقة، وقمع أو تدمير دفاعات العدو الجوية.
أما الدفاع المضاد الجوي (DCA)، فهو كل الإجراءات الدفاعية المصممة لاكتشاف وتحديد واعتراض وتدمير أو تحييد القوى المعادية التي تحاول التسلل أو الهجوم عبر المجال الجوي الصديق. يعمل الدفاع المضاد بالتنسيق مع الهجوم المضاد ليؤمن منطقة آمنة يمكن للقوات العمل ضمنها بعيدًا عن التهديدات الجوية والصاروخية. يشمل الدفاع المضاد إجراءات نشطة وسلبية:
- الدفاع النشط: استخدام هجمات محدودة ومنع العدو من السيطرة على مناطق أو مواقع مهمة، ويشمل الدفاع ضد الصواريخ الباليستية والتهديدات الجوية وحماية الأصول الحيوية.
- الدفاع السلبي: الإجراءات التي تقلل من احتمالية وتأثير الضرر دون أن تكون مبادرة هجومية، مثل الكشف المبكر، التحذير، الدفاع الكيميائي والبيولوجي والإشعاعي والنووي، التخفي، التضليل، تعزيز الحماية، إعادة الإعمار، التشتت، التنقل، التدابير المضادة، والتمويه.

التحكم في المجال الجوي هو العملية التي تهدف إلى تحسين الكفاءة التشغيلية من خلال ضمان الاستخدام الآمن والفعال والمرن للمجال الجوي. يساعد ذلك في تقليل مخاطر إطلاق النار على القوات الصديقة، وتحسين التنسيق بين العمليات الهجومية والدفاعية، ويوفر مرونة أكبر في تنفيذ المهام الجوية المختلفة، كما يسهل دمج العمليات المشتركة ويمنع التعارضات بين الوحدات المختلفة.

## تاريخ
تعود جذور القوات الجوية الأمريكية إلى "فيلق المناطيد" التابع لجيش الاتحاد خلال الحرب الأهلية الأمريكية. فقد أنشأ عالم الطيران ثاديوس إس. سي. لو هذا الفيلق، الذي قدم خدمات الاستطلاع الجوي لصالح جيش الاتحاد. وقد شكّل هذا الاستخدام المبكر للمناطيد في الأغراض العسكرية بداية الحرب الجوية الحديثة، ومهّد الطريق لتأسيس سلاح الجو الأمريكي لاحقًا.
في 1 أغسطس 1907، أنشأت وزارة الحرب الأمريكية أول كيان سابق للقوات الجوية ضمن الجيش الأمريكي، والذي تطور على مدى أربعين عامًا من حيث التنظيم والمهمات والأسماء إلى أن أصبح فرعًا مستقلًا بذاته. وخلال الحرب العالمية الثانية، قُتل نحو 68,000 طيار أمريكي أثناء مشاركتهم في القتال، وهي خسائر لم يتفوق عليها سوى ما تكبّدته قوات المشاة.
ورغم أن "قوات الجيش الجوية الأمريكية" (USAAF) كانت تُدار فعليًا بشكل مستقل عن الجيش خلال الحرب، إلا أن الطيارين استمروا في المطالبة بالاستقلال الرسمي. وفي 26 يوليو 1947، تم توقيع "قانون الأمن القومي" الذي أنشأ وزارة القوات الجوية، غير أن سلاح الجو لم يُصبح فرعًا مستقلًا رسميًا حتى 18 سبتمبر من نفس العام، عندما أدى "ويليام ستيوارت سايمينغتون" اليمين الدستورية كأول وزير للقوات الجوية الأمريكية.
أنشأ القانون ما عُرف آنذاك بـ"الهيكل العسكري الوطني" (والذي أُعيدت تسميته إلى "وزارة الدفاع" عام 1949)، وكان يتكوّن من ثلاث وزارات عسكرية فرعية، هي: وزارة الجيش، ووزارة البحرية، ووزارة القوات الجوية التي أُنشئت حديثًا.
وقبل عام 1947، كانت مسؤولية الطيران العسكري موزعة بين عدة جهات: "قوات الجيش الجوية" (والجهات السابقة لها) كانت مسؤولة عن العمليات الجوية من القواعد البرية، بينما تولت البحرية العمليات من حاملات الطائرات والطائرات البرمائية، وتولّى سلاح مشاة البحرية (المارينز) تقديم الدعم الجوي القريب لعملياتهم.
كما شكّل عقد الأربعينيات مرحلة مفصلية في تطور الطيران العسكري بطرق أخرى أيضًا؛ ففي عام 1947، تمكّن الكابتن في القوات الجوية الأمريكية، تشاك ييغر، من اختراق حاجز الصوت باستخدام طائرة "إكس-1" التي تعمل بالطاقة الصاروخية، ما مثّل بداية عصر جديد في علوم الطيران داخل الولايات المتحدة.

### السوابق التاريخية
المنظمات السابقة في الجيش الأمريكي التي تُعد أسلافًا للقوات الجوية الأمريكية الحالية هي:
- القسم الجوي التابع لفيلق الإشارة (من 1 أغسطس 1907 إلى 18 يوليو 1914)
- قسم الطيران التابع لفيلق الإشارة (من 18 يوليو 1914 إلى 20 مايو 1918)
- قسم الطيران العسكري (من 20 مايو 1918 إلى 24 مايو 1918)
- خدمة الطيران في الجيش الأمريكي (من 24 مايو 1918 إلى 2 يوليو 1926)
- فيلق الطيران في الجيش الأمريكي (من 2 يوليو 1926 إلى 20 يونيو 1941)
- قوات الجيش الجوية الأمريكية (من 20 يونيو 1941 إلى 18 سبتمبر 1947)

وقد مثّلت هذه الكيانات التطور التدريجي للطيران العسكري في الولايات المتحدة حتى نيل القوات الجوية استقلالها الكامل عام 1947.

### القرن الحادي والعشرون
في أوائل العقد الأول من القرن الحادي والعشرين، واجه سلاح الجو الأمريكي تأخيرات ملحوظة في اثنين من مشاريعه الكبرى لاقتناء الطائرات، وهما برنامج KC-X الخاص بتحديث طائرات التزود بالوقود، وبرنامج F-35 للطائرة القتالية متعددة المهام. ونتيجة لهذه التأخيرات، بدأ متوسط عمر الطائرات في سلاح الجو يسجل أرقامًا قياسية جديدة في الارتفاع.
منذ عام 2005، ركز سلاح الجو بشكل كبير على تحسين التدريب العسكري الأساسي (BMT) للأفراد المجندين. وبينما أصبح التدريب أكثر شدة وتمديدًا، شمل أيضًا مرحلة جديدة تُحاكي بيئة الانتشار القتالي تُعرف باسم "الوحش" (BEAST). وتضع هذه المرحلة المجندين في بيئة قتالية افتراضية مشابهة لما قد يواجهونه أثناء نشرهم الفعلي، وتشمل المهام الدفاع عن القاعدة، وتشكيل هيكل قيادي، وتوجيه عمليات البحث والإنقاذ، وتطبيق مبادئ الإسعافات الأولية المتبادلة. وخلال هذه الفعالية، يؤدي مدربو التدريب العسكري (MTI) أدوار المرشدين وأحيانًا يمثلون القوات المعادية في تمارين الانتشار. وفي نوفمبر 2022، أعلن سلاح الجو الأمريكي أنه سيوقف برنامج "الوحش" ويستبدله ببرنامج تدريبي جديد يسمى PACER FORGE، وهو مصمم لتوفير بيئة تدريب واقعية أكثر وتطوير القيادة ومهارات اتخاذ القرار لدى المجندين.
في عام 2007، شرع سلاح الجو الأمريكي في تنفيذ سياسة تقليص للقوة العاملة تُعرف باسم "الخفض في القوة" (Reduction-in-Force أو RIF)، وذلك نتيجة لضغوط الميزانية. وقد خُطط لتقليص عدد أفراد الخدمة الفعلية من 360,000 إلى 316,000 عنصر. وبالمقارنة، كان حجم القوة الفعلية في عام 2007 يُعادل حوالي 64% فقط من حجم سلاح الجو عند نهاية حرب الخليج الأولى في عام 1991. ومع ذلك، تم إيقاف سياسة التقليص في عام 2008 عند حد 330,000 عنصر تقريبًا، وذلك استجابة للطلبات العملياتية المتزايدة من قادة القيادات القتالية ولتلبية متطلبات المهام المختلفة. في ظل هذه القيود المالية نفسها، شهدت ساعات الطيران المخصصة لتدريب الطواقم انخفاضًا حادًا منذ عام 2005، كما وجّه نائب رئيس أركان شؤون الموارد البشرية بإجراء تقييمات لمدى استغلال وقت الأفراد، في إطار تحسين كفاءة توزيع المهام والوقت في سلاح الجو.
في 5 يونيو 2008، قبل وزير الدفاع الأمريكي روبرت غيتس استقالة كلٍ من وزير سلاح الجو، مايكل وين، ورئيس أركان سلاح الجو، الجنرال تي. مايكل موزلي. وبرر غيتس قراره بإقالتهما بوجود "مشكلات منهجية تتعلق بتراجع التركيز والأداء في المهام النووية لسلاح الجو". ومع أن غيتس لم يذكرها صراحةً، إلا أن خلفيات القرار تضمنت أيضًا خلافات متكررة بينه وبين كلٍ من وين وموزلي حول قضايا مهمة غير نووية تتعلق بالخدمة الجوية. وجاءت هذه الخطوة في أعقاب تحقيق في حادثتين بارزتين تتعلقان بسوء التعامل مع أسلحة نووية: الأولى تمثلت في نقل رؤوس نووية على متن طائرة B-52 بين قاعدتي مينوت وباركسديل دون علم الطاقم، الثانية تمثلت في شحن مكونات أسلحة نووية عن طريق الخطأ إلى تايوان. وفي إطار إعادة التركيز على الأصول النووية، أسس سلاح الجو الأمريكي في 24 أكتوبر 2008 قيادة جديدة متخصصة تُعرف بـ قيادة الضربات العالمية للقوات الجوية، والتي تولت لاحقًا الإشراف الكامل على جميع قاذفات القنابل التابعة لسلاح الجو.
في 26 يونيو 2009، نشرت القوات الجوية الأمريكية خطة لإعادة هيكلة قوتها، تتضمن تقليص عدد الطائرات المقاتلة وتحويل الموارد لدعم القدرات النووية والحروب غير النظامية وحروب المعلومات بشكل أفضل. وفي 23 يوليو 2009، أصدرت القوات الجوية "خطة الطيران لأنظمة الطائرات غير المأهولة "، والتي تُفصّل رؤيتها واستراتيجيتها للطائرات بدون طيار حتى عام 2047. ووفقًا للخطة، فإن ثلث الطائرات التي تعتزم القوات الجوية شراءها في المستقبل ستكون غير مأهولة. وصرّح كبير العلماء في سلاح الجو، غريغ زكرياس، بأن القوات الجوية تتوقع امتلاك أسلحة فرط صوتية بحلول عقد العشرينيات، وطائرات بدون طيار فرط صوتية بحلول الثلاثينيات، تليها طائرات فرط صوتية بدون طيار قابلة للاسترجاع في الأربعينيات. كما تخطط القوات الجوية الأمريكية لنشر مقاتلة من الجيل السادس بحلول منتصف الثلاثينيات من هذا القرن.
في 22 أكتوبر 2023، أجرت القوات الجوية الأمريكية أول تدريب جوي ثلاثي مشترك لها على الإطلاق مع القوات الجوية لكلٍّ من كوريا الجنوبية واليابان بالقرب من شبه الجزيرة الكورية. وفي 29 نوفمبر 2023، تحطمت طائرة بيل بوينغ V-22 أوسبري تابعة لسلاح الجو الأمريكي في جزيرة ياكوشيما اليابانية، ما أسفر عن مقتل أحد أفراد الطاقم.
وفي عام 2024، واستنادًا إلى قرار المحكمة العليا في قضية "لوبر برايت إنتربرايزز ضد رايموندو"، رفضت القوات الجوية الأمريكية الامتثال لأمر صادر عن وكالة حماية البيئة يطلب منها إعداد خطة لمعالجة مياه الشرب الملوثة في منطقة توسون بولاية أريزونا، وذلك بعد تلوث المياه الجوفية هناك بمادة PFAS المتسربة من قواعد جوية قريبة.
وفي وقت سابق من عام 2024، صرّح الجنرال ديفيد ألوين، رئيس أركان سلاح الجو الأمريكي، بأن الولايات المتحدة لا يمكنها الاعتماد على تفوقها الجوي لفترة طويلة، في إشارة إلى التحديات المستقبلية التي قد تواجه هذا التفوق.

### النزاعات العسكرية
شاركت القوات الجوية الأمريكية في العديد من الحروب والصراعات والعمليات التي استخدمت فيها العمليات الجوية العسكرية، وهي تَحمِل الإرث التاريخي والتنظيمي لأسلافها منذ عام 1907. وقد أدّت أدوارًا محورية في العمليات العسكرية الأمريكية في مختلف المراحل، ومن أبرز مشاركاتها:
- الحملة المكسيكية ضمن قسم الطيران التابع لسلاح الإشارة الأمريكي.[16]
- الحرب العالمية الأولى بصفتها قسم الطيران وسلاح الجو التابع للجيش الأمريكي.[17]
- الحرب العالمية الثانية كسلاح الجو التابع للجيش الأمريكي.[17]
- الحرب الباردة.[18][19][20]
- الحرب الكورية.[21][22]
- حرب فيتنام.[23][24]
  - برنامج CHECO (الدراسة التاريخية للعمليات الجارية).
- عملية مخلب النسر (1980) لإنقاذ الرهائن في إيران.[25][26]
- عملية الغزو العاجل (1983) غزو غرينادا.[27][28]
- عملية إلدورادو كانيون (1986) قصف ليبيا.[29]
- عملية القضية العادلة (1989–1990) غزو بنما.[30]
- حرب الخليج (1990–1991)، وتشمل:[31]
  - عملية درع الصحراء (1990–1991).[32]
  - عملية عاصفة الصحراء (1991).[33]
- عملية المراقبة الجنوبية (1992–2003) فرض حظر الطيران على العراق.[34]
- عملية القوة المتعمدة (1995) قصف الناتو في البوسنة والهرسك.[35]
- عملية المراقبة الشمالية (1997–2003) حظر الطيران في العراق.[36]
- عملية ثعلب الصحراء (1998) قصف العراق.[37][38][39]
- عملية القوة المتحالفة (1999) قصف الناتو ليوغوسلافيا.
- الحرب في أفغانستان (2001–2021)، وتشمل:
  - عملية الحرية الدائمة (2001–2014).
  - عملية حارس الحرية (2015–2021).
- حرب العراق (2003–2011)، وتشمل:
  - عملية حرية العراق (2003–2010).
  - عملية فجر جديد (2010–2011).
- عملية فجر الأوديسة (2011) منطقة حظر الطيران في ليبيا.[40][41][42]
- عملية العزم الصلب (2014–حتى الآن) التدخل ضد تنظيم الدولة الإسلامية في العراق والشام.[43]

بالإضافة إلى ذلك، ونظرًا لتفوّق سلاح الجو الأمريكي على جميع مكونات القوات الجوية الأمريكية والحليفة الأخرى، فإنه كثيرًا ما يُقدّم الدعم الجوي للحلفاء في صراعات لا تكون الولايات المتحدة طرفًا مباشرًا فيها، مثل الحملة الفرنسية في مالي عام 2013.

### العمليات الإنسانية

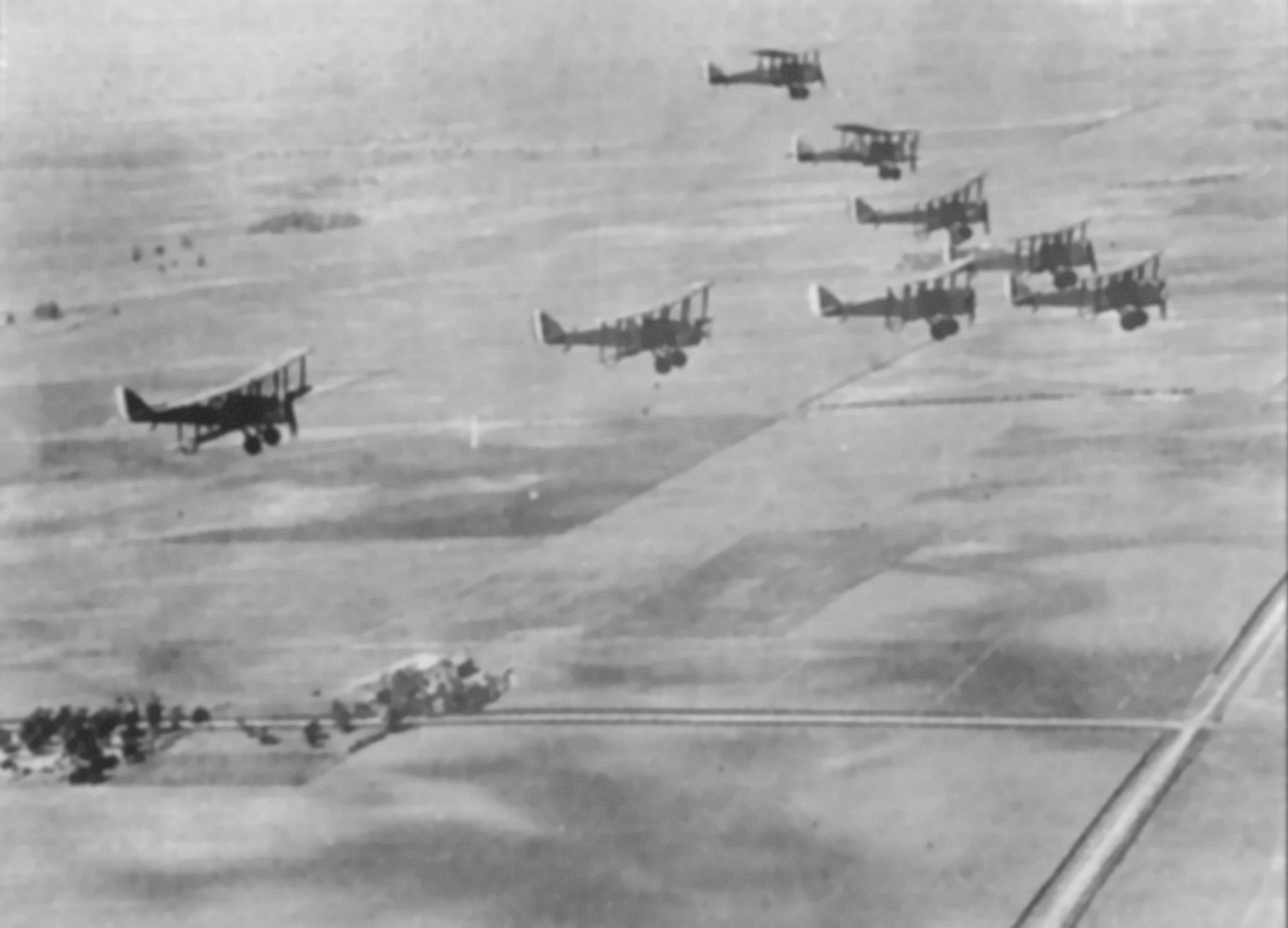
تشكيل من دي اه-4 الطائرات

شاركت القوات الجوية الأمريكية في العديد من العمليات الإنسانية حول العالم، ومن أبرز هذه العمليات:
- جسر برلين الجوي (عملية المؤن) بين عامي 1948 و1949، حيث ساعدت في إيصال الإمدادات إلى برلين الغربية أثناء الحصار السوفيتي.[46]
- عملية الملاذ الآمن بين عامي 1956 و1957، لإجلاء اللاجئين من هنغاريا.
- عمليات: طفل الإنقاذ، حياة جديدة، الريح المتكررة، والوافدون الجدد عام 1975، أثناء انسحاب القوات الأمريكية من فيتنام، والتي شملت إجلاء الآلاف من المدنيين واللاجئين.
- عملية توفير الراحة عام 1991، لتقديم المساعدة للأكراد شمالي العراق بعد حرب الخليج.
- عملية الملاك البحري عام 1991، لتقديم الإغاثة لضحايا إعصار ضرب بنغلادش.
- عملية توفير الأمل بين عامي 1992 و1993، لتقديم مساعدات إنسانية إلى جمهوريات الاتحاد السوفيتي السابق.
- عملية وعد العطاء بين عامي 1992 و1996، لتقديم مساعدات إلى البوسنة والهرسك خلال الحرب.[47]
- عملية المساعدة الموحدة من ديسمبر 2004 إلى أبريل 2005، استجابةً لكارثة تسونامي المحيط الهندي.
- عملية الاستجابة الموحدة من 14 يناير إلى 22 مارس 2010، استجابةً لزلزال هايتي المدمر.[48]
- عملية توموداتشي [الإنجليزية] من 12 مارس إلى 1 مايو 2011، لدعم اليابان بعد زلزال وتسونامي توهوكو.[49]

## الهيكل التنظيمي

### التنظيم الإداري
تُعتبر وزارة القوات الجوية إحدى الوزارات العسكرية الثلاث التابعة لوزارة الدفاع الأمريكية، ويُشرف عليها وزير القوات الجوية المدني، الذي يعمل تحت إدارة وتوجيه وزير الدفاع. ويضم مكتب الوزير عددًا من كبار المسؤولين المدنيين، من بينهم نائب وزير القوات الجوية، وأربعة مساعدين، بالإضافة إلى المستشار القانوني العام، ويُعيَّنون جميعًا من قبل رئيس الولايات المتحدة بعد مصادقة مجلس الشيوخ. أما القيادة العسكرية في هيئة الأركان، فتتكوّن من رئيس أركان القوات الجوية ونائبه، وهما أعلى الضباط رتبة في السلك العسكري للقوات الجوية. تضم الوزارة وحدات تابعة مباشرة تُعرف بـ وكالات التشغيل الميداني ووحدات التقارير المباشرة ، إضافة إلى وكالة التشغيل المنفصلة، وهي وحدة تنظيمية لم تُعد مستخدمة حاليًا.
تعد القيادة الرئيسية أعلى مستوى تنظيمي في هيكل قيادة القوات الجوية، واعتبارًا من 30 سبتمبر 2006، بلغ عدد هذه القيادات عشر، بما في ذلك قيادة احتياط القوات الجوية. ويليها في التسلسل التنظيمي القيادة الجوية المرقّمة، تليها مستويات تنظيمية أخرى أُلغيت لاحقًا مثل القيادة التشغيلية والقسم الجوي، بينما تتكوّن المستويات الأدنى من الأجنحة، ثم المجموعات، والأسراب، وأخيرًا الفصائل.

### تنظيم القوات الجوية
- القيادة الجوية القتالية المقر الرئيسي: قاعدة مشتركة لانغلي-يوستس، فرجينيا[50]
  - القوات الجوية الأولى المقر الرئيسي: قاعدة تيندال للقوات الجوية، فلوريدا
  - القوات الجوية التاسعة المقر الرئيسي: قاعدة شو للقوات الجوية، كارولينا الجنوبية
  - القوات الجوية الثانية عشر المقر الرئيسي: قاعدة ديفيس-موثان القوات الجوية، أريزونا
- القيادة الهواء التعليم والتدريب المقر الرئيسي: قاعدة راندولف للقوات الجوية، تكساس
  - القوات الجوية الثانية المقر الرئيسي: كيسلر قاعدة للقوات الجوية، ميسيسيبي
  - القوات الجوية التاسع عشر المقر الرئيسي: قاعدة راندولف للقوات الجوية، تكساس
  - الجامعة الجوية المقر الرئيسي: قاعدة ماكسويل للقوات الجوية، ألاباما
- القيادة العالمية الضاربة المقر الرئيسي: قاعدة باركسدال للقوات الجوية، لويزيانا
  - القوات الجوية الثامنة المقر الرئيسي: قاعدة باركسدال للقوات الجوية، لويزيانا
  - القوات الجوية العشرون المقر الرئيسي: قاعدة اف يي وارن للقوات الجوية، وايومنغ
- القيادة القوات الجوية للإمداد المقر الرئيسي: قاعدة رايت-باترسون للقوات الجوية، أوهايو
  - مركز أنظمة الطيران المقر الرئيسي: قاعدة رايت-باترسون للقوات الجوية، أوهايو
  - مركز القيادة الجوية لاختبار الطيران المقر الرئيسي: قاعدة ادواردز الجوية للقوات الجوية، كاليفورنيا
  - مركز القيادة الجوية الخدمات اللوجستية العالمية المقر الرئيسي: قاعدة سكوت للقوات الجوية، إلينوي
  - مركز لصنع الأسلحة النووية المقر الرئيسي: قاعدة كيرتلاند للقوات الجوية، نيو مكسيكو
  - مختبر أبحاث القوات الجوية الأميركية المقر الرئيسي: قاعدة رايت-باترسون للقوات الجوية، أوهايو
  - مركز القيادة الجوية للمساعدة على إحلال الأمن المقر الرئيسي: قاعدة رايت-باترسون للقوات الجوية، أوهايو
  - مركز الأسلحة الجوية المقر الرئيسي: قاعدة ايجلين للقوات الجوية، فلوريدا
  - مركز أرنولد للتنمية الهندسية المقر الرئيسي: قاعدة أرنولد للقوات الجوية، تينيسي
  - مركز الأنظمة إلكترونية المقر الرئيسي: قاعدة هانسكوم للقوات الجوية، ماساتشوستس
- قيادة القوات الجوية بلوغ المقر الرئيسي: قاعدة روبينز للقوات الجوية، جورجيا
  - القوات الجوية الرابعة المقر الرئيسي: قاعدة مارس الجوية بلوغ، كاليفورنيا
  - القوات الجوية العاشرة المقر الرئيسي: قاعدة مشتركة بلوغ فورت وورث، تكساس
  - القوات الجوية الثانية والعشرون المقر الرئيسي: قاعدة دوبينزالجوية بلوغ، جورجيا
- قيادة القوات الجوية الفضائية المقر الرئيسي: قاعدة بيترسون للقوات الجوية، كولورادو
  - القوات الجوية الرابع عشرة المقر الرئيسي: قاعدة فاندنبيرغ للقوات الجوية، كاليفورنيا
  - القوات الجوية الرابعة والعشرون المقر الرئيسي: قاعدة لاكلاد للقوات الجوية، تكساس
- قيادة القوات الجوية الخاصة للعمليات المقر الرئيسي: هولبرت الميدانية، فلوريدا
  - القوات الثالثة والعشرون المقر الرئيسي: هولبرت الميدانية، فلوريدا
- القيادة الجوية المتنقلة المقر الرئيسي: قاعدة سكوت للقوات الجوية، إلينوي
  - القوات الجوية الثامنة عشرة المقر الرئيسي: قاعدة سكوت للقوات الجوية، إلينوي
- القوات الجوية الأمريكية في أوروبا المقر الرئيسي: قاعدة الجوية، ألمانيا
  - القوات الجوية الثالثة المقر الرئيسي: قاعدة رامشتاين الجوية، ألمانيا
  - القوات الجوية السابعة عشرة المقر الرئيسي: قاعدة رامشتاين الجوية، ألمانيا
- القوات الجوية الهادية المقر الرئيسي: قاعدة هيكوم للقوات الجوية، هاواي
  - القوات الجوية الخامسة المقر الرئيسي: قاعدة يوكوتا الجوية، اليابان
  - القوات الجوية السابعة المقر الرئيسي: قاعدة اوسان الجوية، كوريا الجنوبية
  - القوات الجوية الحادية عشرة المقر الرئيسي: قاعدة الميندورف للقوات الجوية، ألاسكا
  - القوات الجوية الثالث عشر المقر الرئيسي: قاعدة هيكوم للقوات الجوية، هاواي

## الأفراد العاملين
تصنف أي وظيفة في سلاح الجو الأمريكي سواء للضباط أو أفراد الطيران المجندين عبر رمز تخصص القوات الجوية.

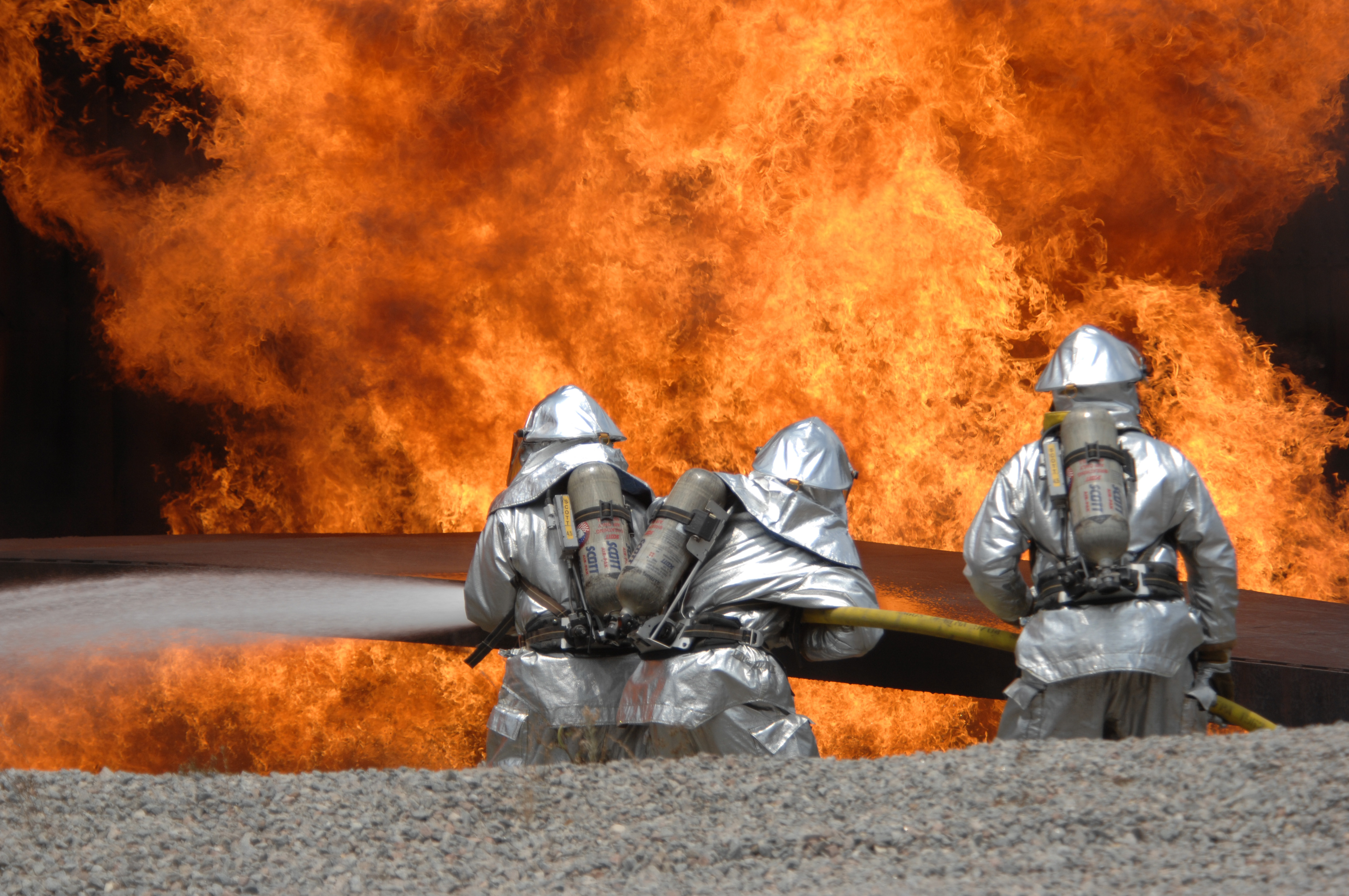
رجال القوات الجوية الأمريكية يطفئون حريقا أثناء تدريب ميداني.

تتنوع رموز التخصص من تخصصات الضباط مثل الطيار، ضابط نظم القتال، التكتيكات الخاصة، العمليات النووية والصاروخية، الاستخبارات، عمليات الفضاء الإلكتروني، المدعي العام العسكري، الأطباء والممرضين، إلى تخصصات المجندين المختلفة. وتشمل الأخيرة مهامًا من عمليات القتال الجوي مثل مشرف الحمولة، إلى العمل في مرافق الطعام لضمان تغذية أفراد الطيران بشكل صحيح. هناك حقول مهنية إضافية مثل تخصصات الحاسوب، تخصصات الميكانيكا، طاقم الطيران المجند، أنظمة الاتصال، عمليات الفضاء الإلكتروني، فنيي الإلكترونيات الجوية، التخصصات الطبية، الهندسة المدنية، الشؤون العامة، الضيافة، القانون، الإرشاد ضد المخدرات، عمليات البريد، قوات الأمن، وتخصصات البحث والإنقاذ.
بعيدًا عن طواقم الطيران القتالي، هناك تخصصات قتالية أخرى ضمن رموز AFSC تشمل: ضابط التكتيكات الخاصة، التخلص من الذخائر المتفجرة، ضابط الإنقاذ القتالي، فرق الإنقاذ الجوي، قوات الأمن، مراقبة العمليات القتالية الجوية، فرق التحكم الجوي التكتيكية، وفنيي الأرصاد للعمليات الخاصة.
تقريبًا جميع التخصصات الوظيفية للمجندين هي على مستوى "المبتدئين"، مما يعني أن سلاح الجو الأمريكي يوفر التدريب الكامل لهم. بعض المجندين يمكنهم اختيار مجال معين أو على الأقل تحديد مجال قبل الانضمام، بينما يتم تعيين آخرين إلى تخصص AFSC أثناء التدريب العسكري الأساسي. بعد التدريب الأساسي، يحضر المجندون الجدد مدرسة تدريب تقنية يتعلمون فيها تخصصهم المحدد. وتتولى القوة الجوية الثانية، التابعة لقيادة التعليم والتدريب الجوي، مسؤولية معظم التدريب الفني للمجندين.
تختلف مدة برامج التدريب؛ على سبيل المثال، تخصص 3F1X1 (الخدمات) يستغرق 29 يومًا في المدرسة التقنية، في حين أن تخصص 3E8X1 (التخلص من الذخائر المتفجرة) يتطلب سنة كاملة من التدريب تتضمن مدرسة تمهيدية ومدرسة رئيسية تضم أكثر من عشرة أقسام، وقد يستغرق إكمالها ما يقارب السنتين. كما يختلف التدريب الفني للضباط الذي تجريه القوة الجوية الثانية بحسب التخصص، في حين يستمر تدريب الطيران للضباط الحاصلين على تصنيف طيراني والذي تجريه القوة الجوية التاسعة عشر التابعة لقيادة التعليم والتدريب الجوي لأكثر من سنة في بعض الحالات.
تصنيف الرتب في سلاح الجو الأمريكي مقسّم بين أفراد الطيران المجندين، الضباط غير المفوضين، والضباط المفوضين، وتتراوح من رتبة أيرمان الأساسي (E-1) في صفوف المجندين إلى رتبة جنرال (O-10) بين الضباط المفوضين. في حالات الحرب قد يُعيّن الضباط إلى رتبة أعلى تسمى جنرال القوات الجوية. تُمنح الترقيات بين المجندين بناءً على مزيج من درجات الاختبارات، سنوات الخبرة، وموافقة مجلس الترقيات، أما ترقيات الضباط فتُمنح بناءً على مدة الخدمة في الرتبة الحالية وموافقة مجلس الترقيات. عادةً ما تُدلل الترقيات بين المجندين والضباط غير المفوضين بزيادة عدد شُرَط على الشارة. أما رتب الضباط المفوضين فتُدلل بأشرطة، أوراق البلوط، نسر فضي، ونجوم تتراوح من نجمة واحدة إلى خمس نجمات. يعتبر الجنرال هنري "هاب" أرنولد هو الفرد الوحيد في تاريخ سلاح الجو الأمريكي الذي بلغ رتبة جنرال القوات الجوية بخمس نجوم.
حتى 30 يونيو 2017، كان توزيع أفراد سلاح الجو كما يلي:70% من البيض، 15% من السود، 4.8% من الآسيويين. ويبلغ متوسط عمر أفراد الخدمة 35 سنة، ويمثل الإناث 21% من الأعضاء.

### ضباط
ويقود القوة الجوية من قبل المكتب. ليصبح شخص ما ضابطا يجب أن يكون على درجة البكالوريوس ويجب إكمال التدريب كضابط القوة الجوية من خلال واحد من ثلاثة أماكن، أكاديمية القوات الجوية أو شركة من سلاح الجو التدريبي أو مدرسة تدريب الضباط. وينال الموظف الترقية بحسب الأقدمية والأداء.
| دفع الصف                    | اُو-1       | اُو-2      | اُو-3 | اُو-4 | اُو-5 | اُو-6    | اُو-7 | اُو-8 | اُو-9 | اُو-10    | خاص1                 |
| --------------------------- | ---------- | --------- | ---- | ---- | ---- | ------- | ---- | ---- | ---- | -------- | -------------------- |
| شارة                        |            |           |      |      |      |         |      |      |      |          |                      |
| لقب                         | ملازم ثاني | ملازم أول | نقيب | رائد | مقدم | كولونيل | عميد | لواء | فريق | فريق أول | الفريق للقوات الجوية |
| 1 تستخدم فقط في أوقات الحرب |            |           |      |      |      |         |      |      |      |          |                      |

### أفراد الطيران المقاتلون
للانخراط في القوات الجوية يجب أن يتخرج المتقدم من المدرسة الثانوية. يجند ثم ينتقل إلى قاعدة لاكلاند الجوية واستكمال ثمانية أسابيع من التدريب الأساسي. بعد انضمامه للقوات الجوية تكون الترقيات على أساس الأقدمية وبعد النجاح في الاختبار الكتابي.
| دفع الصف                      | إي-1            | إي-2 | إي-3                          | إي-4        | إي-5     | إي-6     | إي-7  | إي-7  | إي-8         | إي-8         | إي-9       | إي-9       | إي-9                      | إي-9                               |
| ----------------------------- | --------------- | ---- | ----------------------------- | ----------- | -------- | -------- | ----- | ----- | ------------ | ------------ | ---------- | ---------- | ------------------------- | ---------------------------------- |
| شارة                          | لا شارة         |      |                               |             |          |          |       |       |              |              |            |            |                           |                                    |
| لقب                           | الطيار الأساسية | طيار | الملاح الجوي من الدرجة الأولى | كبار الطيار | رقيب أول | رقيب فني | رقيب¹ | رقيب¹ | كبار الرقيب¹ | كبار الرقيب¹ | رئيس رقيب¹ | رئيس رقيب¹ | الأمر الرقيب رئيس ماجستير | رئيس الرقيب ماجستير في للقوات الجو |
| ¹ والماس تدل على الرقيب الأول |                 |      |                               |             |          |          |       |       |              |              |            |            |                           |                                    |

### اختبار اللياقة للأفراد
يُعد اختبار اللياقة البدنية في سلاح الجو الأمريكي (AFFT) وسيلةً لقياس محيط البطن، وقوة وتحمل العضلات، واللياقة القلبية التنفسية لأفراد سلاح الجو. وفي إطار برنامج "جاهزون للقتال" (Fit to Fight)، تبنّى سلاح الجو نظامًا أكثر صرامة لتقييم اللياقة البدنية، حيث دخل البرنامج الجديد حيّز التنفيذ في 1 يونيو 2010. وكان سلاح الجو يعتمد سابقًا اختبار الدراجة الثابتة (الإرغوسايكل) لعدة سنوات، إلا أنه أُوقف في عام 2004. في التقييم الحالي، يُمنح الأفراد درجة مئوية بناءً على أدائهم في أربعة عناصر:
- قياس محيط الخصر (20%)
- تمرينات البطن (الجلوس-القيام) (10%)
- تمرينات الضغط (Push-ups) (10%)
- الجري لمسافة 1.5 ميل (2.4 كيلومتر) (60%)

الدرجة القصوى الممكنة هي 100 نقطة، والحد الأدنى للنجاح هو 75 نقطة.
اعتبارًا من 1 يوليو 2010، أصبح تقييم اللياقة يُجرى بواسطة وحدة تقييم اللياقة في القاعدة (FAC)، ويُطلب من معظم الأفراد إجراء الاختبار مرتين سنويًا. أما من يحققون أكثر من 90%، فيُسمح لهم بإجراء الاختبار مرة واحدة في السنة. من المهم ملاحظة أن تحقيق الحد الأدنى فقط في كل عنصر لا يضمن الحصول على درجة النجاح، كما أن الإخفاق في أي عنصر من عناصر الاختبار يؤدي إلى الرسوب في التقييم ككل.

## مخزون الطائرات
الطائرات الهجومية

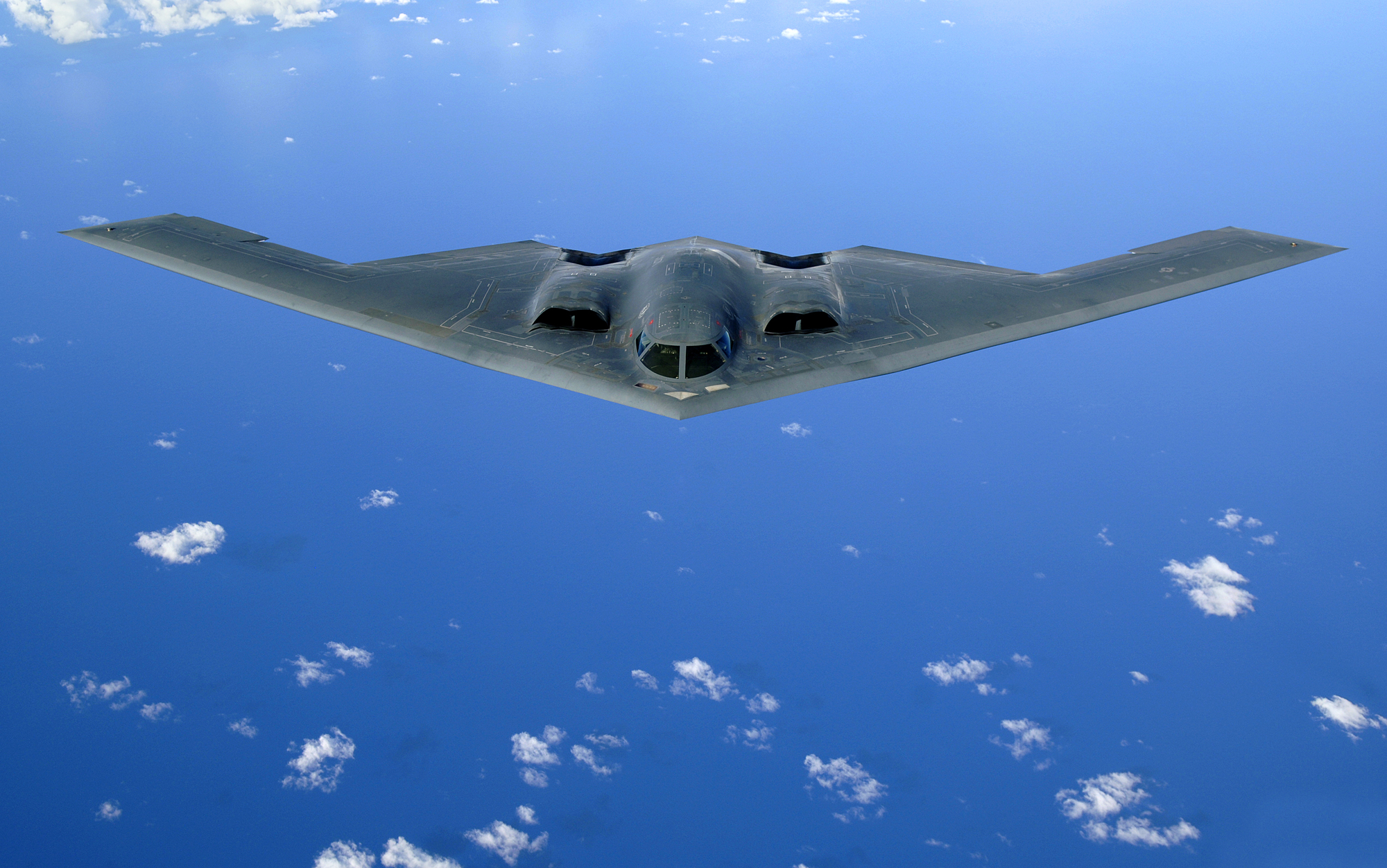
قاذفة الشبح B-2 سبيريت

صممت طائرات الهجوم التابعة للقوات الجوية الأمريكية لمهاجمة الأهداف على الأرض، وغالبًا ما تُنشر كدعم جوي قريب للقوات البرية الأمريكية وفي محيطها. يتطلب القرب من القوات الصديقة تنفيذ ضربات دقيقة من هذه الطائرات، وهو أمر لا يكون ممكنًا دائمًا باستخدام طائرات القاذفات. يتمثل دورها في العمليات التكتيكية أكثر من الاستراتيجية، إذ تعمل في الخطوط الأمامية للمعركة بدلاً من مهاجمة الأهداف في عمق مؤخرة العدو. تُشغّل طائرات الهجوم الحالية التابعة للقوات الجوية الأمريكية من قبل قيادة القتال الجوي، والقوات الجوية في المحيط الهادئ، وقيادة العمليات الخاصة للقوات الجوية. في 1 أغسطس 2022، اختارت قيادة العمليات الخاصة الأمريكية الطائرة إيه تي-802يو سكاي ووردن التي طورتها شركتا إير تراكتور وإل3هاريس، وذلك ضمن برنامج المراقبة المسلحة، ومنحت عقدًا لتوريد كمية غير محددة يصل إلى 75 طائرة.
- إيه-10سي ثاندربولت 2
- إيه سي-130جي غوسترايدر
- أو إيه-1كاي سكاي رايدر 2

القاذفات

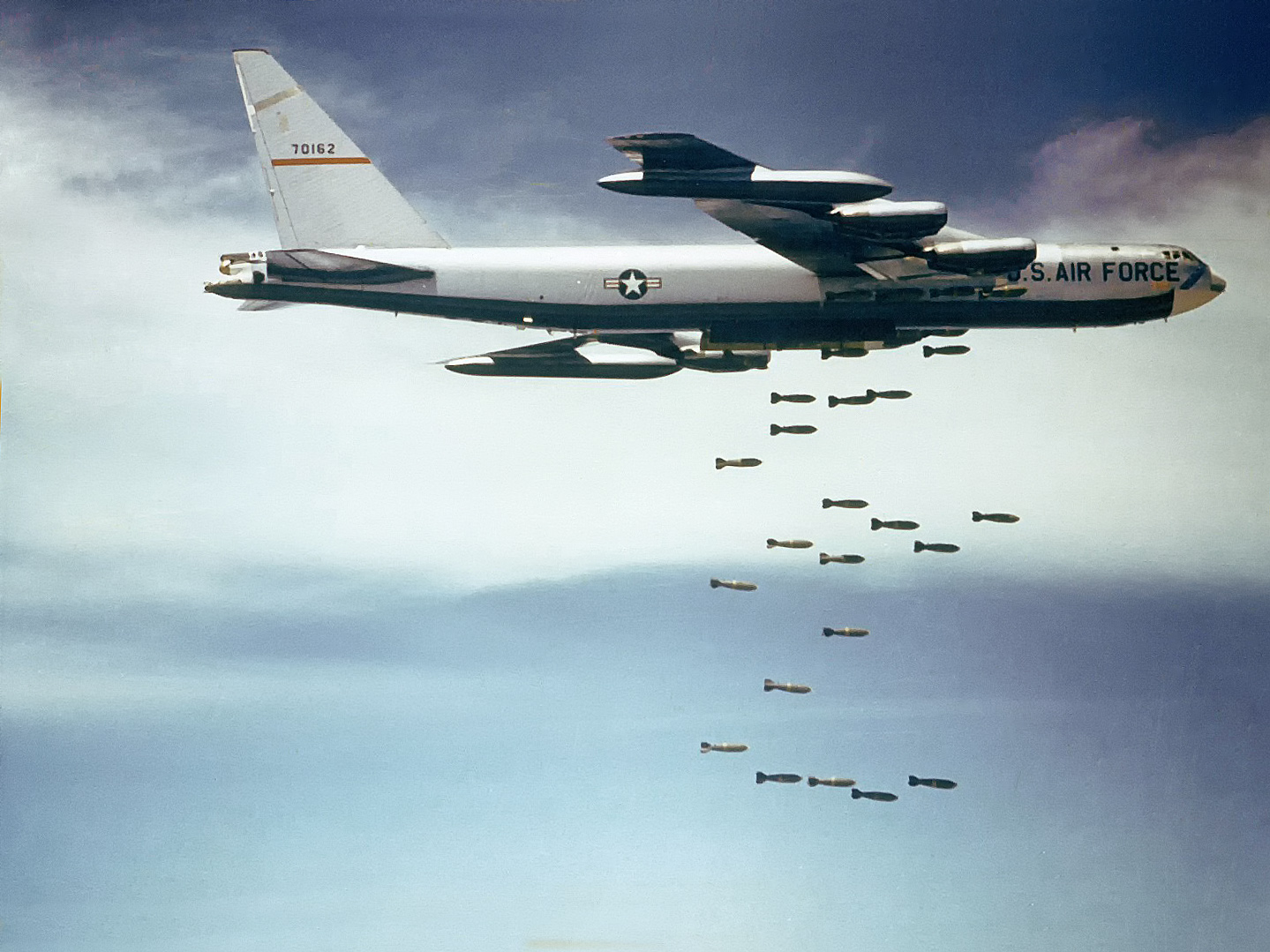
بي-52 سوبر فورتريس

تُعد القاذفات التابعة للقوات الجوية الأمريكية أسلحة استراتيجية تُستخدم بشكل أساسي في مهام الضربات طويلة المدى باستخدام ذخائر تقليدية أو نووية. وعلى الرغم من استخدامها تقليديًا لضرب أهداف استراتيجية، تُستخدم العديد من القاذفات اليوم أيضًا في المهام التكتيكية، مثل تقديم الدعم الجوي القريب للقوات البرية، ومهام الاعتراض التكتيكي. جميع قاذفات القوات الجوية تخضع لقيادة الضربات العالمية.
دخلت الطائرة B-2A الخدمة في التسعينيات، والطائرة B-1B في الثمانينيات، أما الطائرة B-52H فقد دخلت الخدمة في أوائل الستينيات. ويعود تصميم هيكل طائرة B-52 ستراتوفورتريس إلى أكثر من 60 عامًا، كما أن جميع طائرات B-52H الموجودة حاليًا في الخدمة الفعلية بُنيت بين عامي 1960 و1962. ومن المقرر أن تبقى B-52H في الخدمة لمدة 30 عامًا إضافية، مما يعني أن عمرها في الخدمة سيقترب
من 90 عامًا، وهي فترة غير مسبوقة لأي طائرة. ومن المتوقع أن تحل طائرة B-21 محل B-2 وأجزاء من أسطول B-1B بحلول منتصف عقد 2020.
- B-1B لانسر
- B-2A سبيريت
- B-52H ستراتوفورتريس

الطائرات المخصصة للنقل/الشحن
تُستخدم طائرات الشحن في العادة لنقل القوات والأسلحة والمعدات العسكرية إلى مناطق العمليات في أنحاء متفرقة من العالم، وذلك بوسائل متعددة، وغالبًا ما يتم تشغيلها خارج نطاق خطوط الطيران التجارية وفي أجواء غير خاضعة للرقابة.

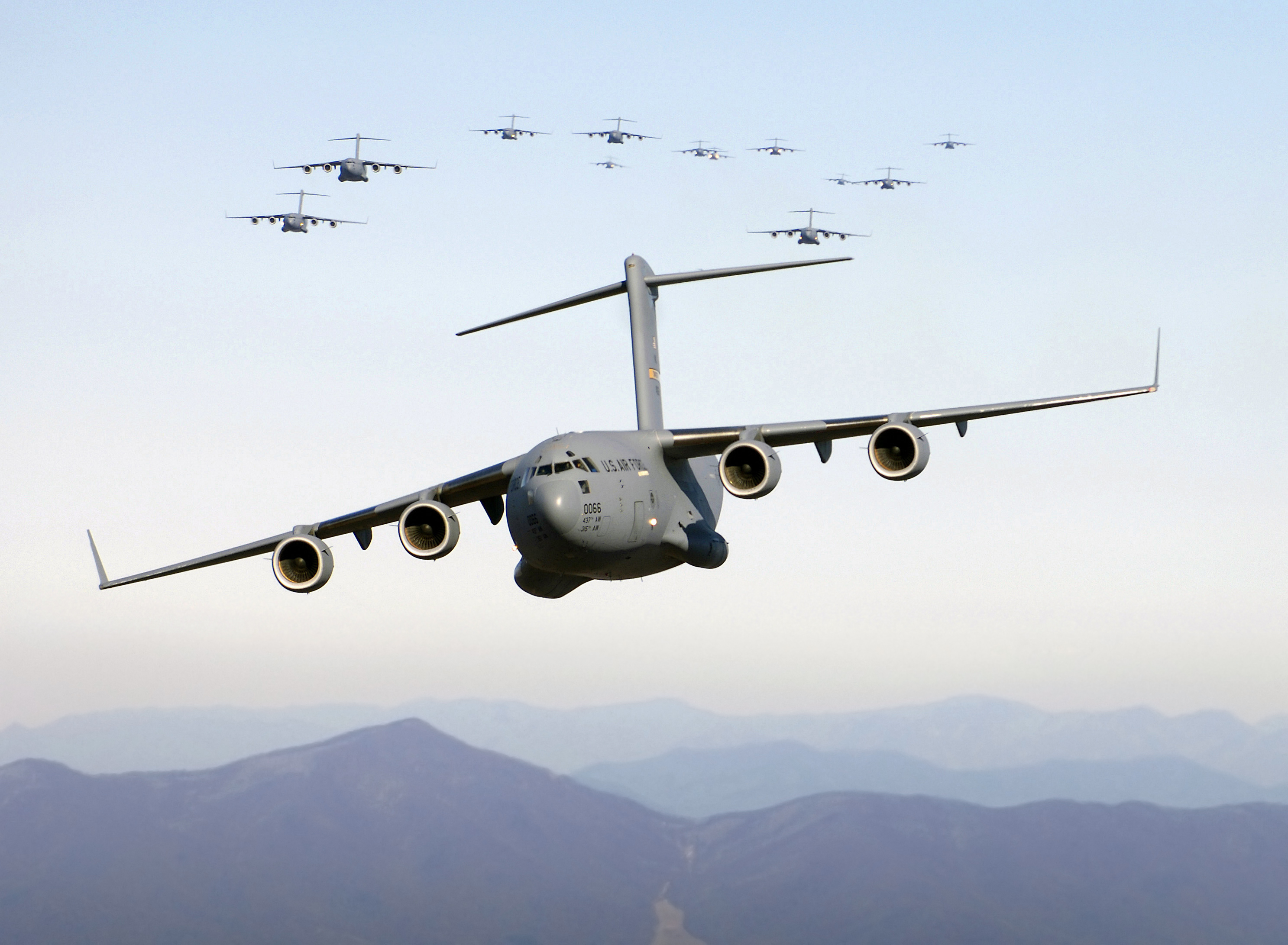
طائرة C-17 غلوبماستر III هي أحدث وأكفأ طائرات الشحن في سلاح الجو الأمريكي، وتُعد من أكثرها تعددًا في المهام والاستخدامات.

وتُعد الطائرات C-130 هيركوليس، وC-17 غلوبماستر III، وC-5 غالاكسي، هي العمود الفقري لقوات النقل الجوي في سلاح الجو الأمريكي. أما الطائرة CV-22 فتُستخدم في مهام العمليات الخاصة، حيث تُجري مهامًا طويلة المدى وتتمتع بقدرات إضافية مثل خزانات وقود إضافية ورادار لتتبع التضاريس.
تؤدي بعض الطائرات مهام نقل متخصصة، مثل دعم البعثات الدبلوماسية أو التنفيذية (C-12)، أو الدعم في القارة القطبية الجنوبية (LC-130H)، أو دعم قيادة العمليات الخاصة للقوات الجوية مثل C-27J وC-146A.
وعلى الرغم من أن معظم طائرات النقل التابعة لسلاح الجو الأمريكي صُممت خصيصًا له، إلا أن بعض الطائرات، مثل C-12 هورون (المستندة إلى بيش كرافت سوبر كينغ إير)، وC-146 (المبنية على دورنير 328)، هي نسخ عسكرية معدّلة من طائرات مدنية موجودة.
تُشغّل طائرات النقل من قِبل:
- قيادة التنقل الجوي
- قيادة العمليات الخاصة للقوات الجوية
- القوات الجوية الأمريكية في أوروبا وأفريقيا

قائمة بأهم طائرات النقل والشحن في سلاح الجو الأمريكي:
- C-5M غالاكسي
- C-12C / C-12D / C-12F / C-12J هورون
- C-17A غلوبماستر III
- C-130H / LC-130H / WC-130H هيركوليس
- C-130J وC-130J-30 سوبر هيركوليس
- C-146A وولفهوند
- CV-22B أوسبري

## وصلات خارجية
- الموقع الرسمي للقوات الجوية الأمريكية